# Dipartimento di Soriano
Il dipartimento di Soriano è uno dei 19 dipartimenti dell'Uruguay, situato nella parte sud-occidentale del paese al confine con l'Argentina, suo capoluogo è la città di Mercedes (42.032 abitanti al censimento 2004). La seconda città più popolosa del dipartimento è Dolores, una città portuale con 15.753 abitanti.

## Geografia fisica
Il dipartimento si affaccia sulle rive del fiume Uruguay che lo separa dall'Argentina, confina a est con il dipartimento di Flores, a nord con quello di Río Negro e a sud con quello di Colonia.

### Centri principali
| Città              | Popolazione  |
| ------------------ | ------------ |
| Cardona            | 4.689        |
| Chacras de Dolores | 2.337 (1996) |
| Dolores            | 15.753       |
| José Enrique Rodó  | 2.113        |
| Mercedes           | 42.032       |
| Palmitas           | 1.954        |
| Villa Soriano      | 1.184        |

### Altri centri popolati
- Agraciada
- Arenales
- Came
- Cañada Nieto
- Castillos
- Coquimbo
- Darwin
- Egaña
- Guerrero
- La Paraguaya
- Risso
- Santa Catalina
- Villa Alejandrina

## Economia
Benché l'attività prevalente sia l'allevamento (di bovini ma anche di ovini) favorito dalla produzione di foraggio (mais, avena e erba medica) il dipartimento si caratterizza per una buona produzione di cereali, sia in termini quantitativi sia in termini di resa, tra le colture il grano, il mais, il girasole e l'avena.
L'industria è quella legata alla lavorazione dei prodotti agricoli, industrie casearie, di conservazione alimentare ma anche di materiali da costruzione.